# Торговий центр

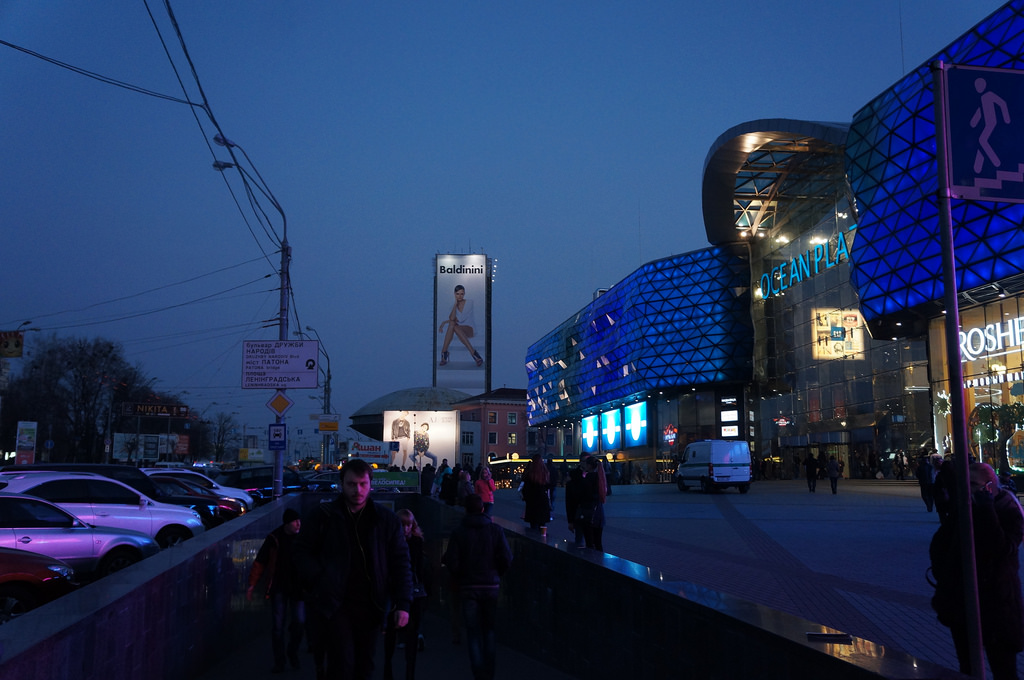
Торгово-розважальний центр «Ocean Plaza» у Києві

Торго́вий центр (ТЦ) інколи торгово-розважальний центр (ТРЦ), галерея, пасаж, торговельний комплекс, торговельно-розважальний комплекс — універсальна крамниця чи комплекс крамниць, що зазвичай включає підприємства побутового обслуговування, громадського харчування та розважальні заклади.

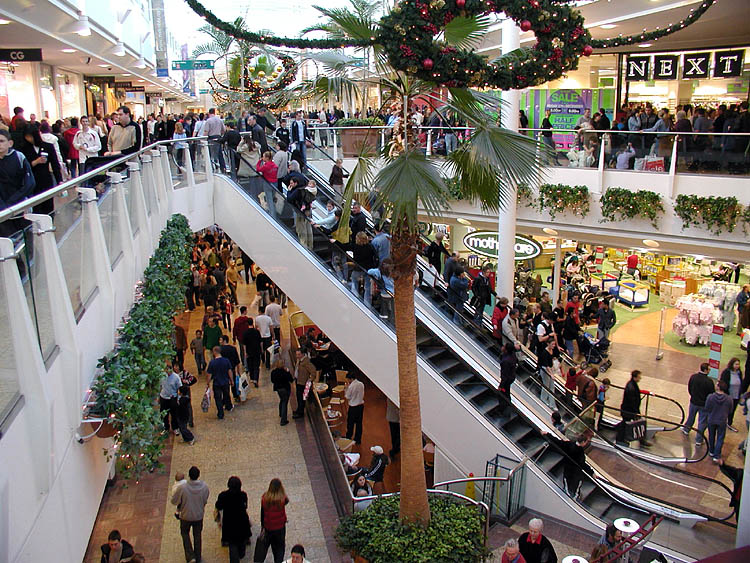
«The Mall» в Петчвей коло Бристоля, Англія.

Перші торгові центри такого типу стали з'являтися в XIX столітті. Найбільшим у світі є «Мол ов Арабія» (англ. Mall Of Arabia) в Дубаї.
Сучасний торговий центр може бути великим торговельно-розважальним комплексом — багатоповерхова будівля в стилі гай-тек, в якому окрім крамниць можуть знаходитися також кав'ярні, бари, казино, кінотеатр. Як правило, комплекс обладнаний ескалаторами, забезпечений безкоштовним парковкуванням для особистого транспорту покупців, і розташований біля станцій метро і зупинок громадського транспорту. Такий торговельно-розважальний комплекс може бути зразком зосередження сучасної масової культури.

## Класифікація

Галерея ТРЦ «King Cross Leopolis» у Львові

Торгові комплекси в ICSC Україна Research Group ділять ще на традиційні та спеціалізовані. Причому товарні, в свою чергу — за площею — на дуже великі (понад 80 тисяч м2), просто великі (40-80 тисяч м2), середні (20-40 тисяч м2) і малі (5-20 тисяч м2).
А для малих є ще дві підкатегорії: комплекси з повсякденно-товарною домінантою і з альтернативно-товарною. Перші — це ТЦ в спальних районах, частіше з якірним супермаркетом / гіпермаркетом, крамницею побутової техніки, товарів для тварин та ін. А інші — без великих якірних орендарів, частіше з крамницею одягу, взуття, дитячими товарами і розташовані в центральній частині міста.
Спеціалізованих ТЦ теж кілька видів: ритейл-парк (великий, середній і малий), аутлет-центр і тематичний центр (з розважальною та без розважальної домінант).

## В Україні
Згідно з дослідженням ICSC, велика частина торговельних майданчиків у найбільших містах України представлена форматами «традиційний / великий» (27,9 % орендованої площі всіх торгових центрів), «традиційний / середній» (23,2 %), і традиційний / малий / з повсякденно товарної домінантою (24,7 %). Ще 15,8 % мають формат «спеціалізований / тематичний центр / без розважальної домінанти».

## Безпека
З 1 червня 2019 року згідно ДБН «Громадські будівлі та споруди. Основні положення» в громадських будівлях є обов'язковим встановлення рамок металошукачів і систем відеоспостереження.